# Mi gioco la nonna

Mi gioco la nonna  è stato un programma televisivo, condotto da Giancarlo Magalli, andato in onda dal 18 al 31 maggio 2012, in prima serata su Rai 1.

## La trasmissione
Il programma è incentrato sulla sfida tra due famiglie formate da quattro membri. Essa è composta da giochi implicanti abilità fisiche e anche di logica. Il premio che ogni famiglia potrà vincere consiste in € 50 000 in gettoni d'oro. Ogni famiglia ha, inoltre, a disposizione un solo jolly nella puntata: la nonna. Ad affiancare il conduttore ci sono due inviate speciali: Debora Salvalaggio ed Elisa Silvestrin.
Il programma, tratto dal format tedesco Family Showdown, è stato realizzato nello studio Mecenate 2000 di Milano.

## Puntate

### Prima puntata
Hanno partecipato le famiglie Bonanno e Spadotto, provenienti rispettivamente da Lago Patria e Vauda Canavese, e si è qualificata al gioco dei "5 piccoli porcellin" la famiglia campana. Quest'ultima, nella prova d'epilogo della puntata, ha vinto 10100 € in gettoni d'oro.

### Seconda puntata
Hanno partecipato le famiglie Zalocco e Barcelli, provenienti rispettivamente da Roma e Isola della Maddalena, e si è qualificata al gioco dei "5 piccoli porcellin" la famiglia sarda. Quest'ultima, nella prova d'epilogo della puntata, ha vinto 362 € in gettoni d'oro.

### Terza puntata
Hanno partecipato le famiglie Tonnicchi e Siano, provenienti rispettivamente da Viterbo e Pessano con Bornago, e si è qualificata al gioco dei "5 piccoli porcellin" la famiglia lombarda. Quest'ultima, nella prova d'epilogo della puntata, ha vinto 882 € in gettoni d'oro.

## Produzione
È stato prodotto dalla Rai in collaborazione con LDM.

## Ascolti
| Puntata | Messa in onda  | Telespettatori | Share  |
| ------- | -------------- | -------------- | ------ |
| 1       | 18 maggio 2012 | 3.291.000      | 13,60% |
| 2       | 25 maggio 2012 | 3.200.000      | 13,85% |
| 3       | 31 maggio 2012 | 3.102.000      | 12,48% |